# Sinéad Mulvey
Sinéad Mulvey – irlandzka piosenkarka, reprezentantka Irlandii na Konkursie Eurowizji 2009 razem z zespołem Black Daisy

## Życiorys
Sinéad zaczęła śpiewać w wieku 13. lat, kiedy to zdobyła rolę w musicalu Kopciuszek. W 2005 skomponowała piosenkę You're A Star dla programu szukającego talentów w stacji RTÉ.

## Eurowizja 2009
20 lutego 2009 Sinéad razem z rockowym zespołem Black Daisy wygrała preselekcje do Eurowizji 2009. 
Sinéad i Black Daisy pokonały 5. innych wykonawców w programie "The Late Late Show Eurosong Special" otrzymując 78. punktów na 80. możliwych. Piosenka była obstawiana przez bukmacherów na 20/1.